# Distrito de Kurukshetra
Kurukshetra (en hindi y sánscrito; कुरुक्षेत्र जिला) es un distrito de India en el estado de Jariana.
El distrito se formó en 1973 a partir de territorios tomados del distrito de Karnal.
La creación del distrito se basó en que en la ciudad de Thanesar (también llamada popularmente Kurukshetra) los pobladores locales consideraban que era la antigua zona de Kuruksetra nombrada en el texto épico-mitológico Majábharata (del siglo III a. C.), donde se habría librado la mítica batalla de Kuruksetra.
Actualmente, la ciudad de Thanesar es el centro administrativo del distrito.
A pesar de las numerosas afirmaciones ―sin referencias― en Internet, hasta la actualidad (2011) las investigaciones arqueológicas no han encontrado ningún hallazgo coherente con un campo de batalla.

## Demografía
Según censo 2011, el distrito Kuruksetra contaba con una población total de 964 231 habitantes.